# Zapis Hilla
Zapis Hilla – jednoznaczny sposób zapisu sumarycznych wzorów związków chemicznych, w którym ustalona jest kolejność podawania symboli pierwiastków chemicznych.
Reguły tworzenia wzorów sumarycznych Hilla są następujące:
- dla związków organicznych (zawierających wodór i węgiel) na początku wzoru podawana jest liczba atomów węgla, następnie wodoru, a następnie w kolejności alfabetycznej pozostałych pierwiastków
- dla związków nieorganicznych we wzorze pierwiastki występują w ściśle alfabetycznym porządku
- oznaczenia  izotopów, np. D i T są traktowane na równi z symbolami pierwiastków, tj. wchodzą do ogólnego porządku alfabetycznego kolejności zapisu.

Porządek Hilla jest sposobem na jednoznaczne uporządkowanie dowolnego zbioru wzorów sumarycznych związków chemicznych w rodzaj porządku leksykograficznego, podobnie jak to można wykonać z wyrazami dowolnego języka. Czyni się to poprzez zapisanie wszystkich tych wzorów zgodnie z zasadami Hilla opisanymi wyżej, a następnie zastosowanie poniższych reguł sortowania:
1. w pierwszej kolejności wzory układa się  alfabetycznie według symbolu pierwszego pierwiastka we wzorze
2. gdy we wzorach występuje na początku symbol tego samego pierwiastka, to układa się je według liczby jego atomów w porządku narastającym
3. wzory, w których występuje ten sam symbol pierwszego pierwiastka i taka sama liczba jego atomów,  sortuje się względem drugiego pierwiastka i narastająco liczby jego atomów
4. analogicznie postępuje się w przypadku, gdy wzory są identyczne względem drugiego i kolejnych symboli pierwiastków.

Zapis Hilla został opisany przez Edwina Hilla, pracownika urzędu patentowego USA w roku 1900. Zapis Hilla stosują liczne katalogi chemiczne, przewodniki bibliograficzne nauk przyrodniczych i chemiczne bazy danych. Chemical Abstracts i – począwszy od roku 1958 – Beilstein stosują porządek Hilla do tworzenia spisu treści związków w wydawnictwach papierowych.
Niektóre katalogi stosują odstępstwa od opisanych wyżej reguł, np. aby oddzielić w spisie związki organiczne od nieorganicznych, te pierwsze są umieszczane u góry lub u dołu spisu niezgodnie z zasadami porządku Hilla. Wiele katalogów osobno sortuje także bertolidy i daltonidy, albo porządkuje według arbitralnie wybranego pierwiastka, np. krzemu w katalogach związków krzemoorganicznych.

## Przykład
Poniższe wzory są podane w zapisie i w porządku Hilla:
1. BH3
2. BaCl2
3. CaH2
4. CH4
5. C2H4
6. C2H4Cl2
7. C2H6
8. C10H16N2O3S (biotyna)
9. C10H16N5O13P3 (ATP)
10. C21H36N7O16P3S (koenzym A)
11. D2O (ciężka woda)
12. ClH
13. HOT
14. H2O